# すめら学園

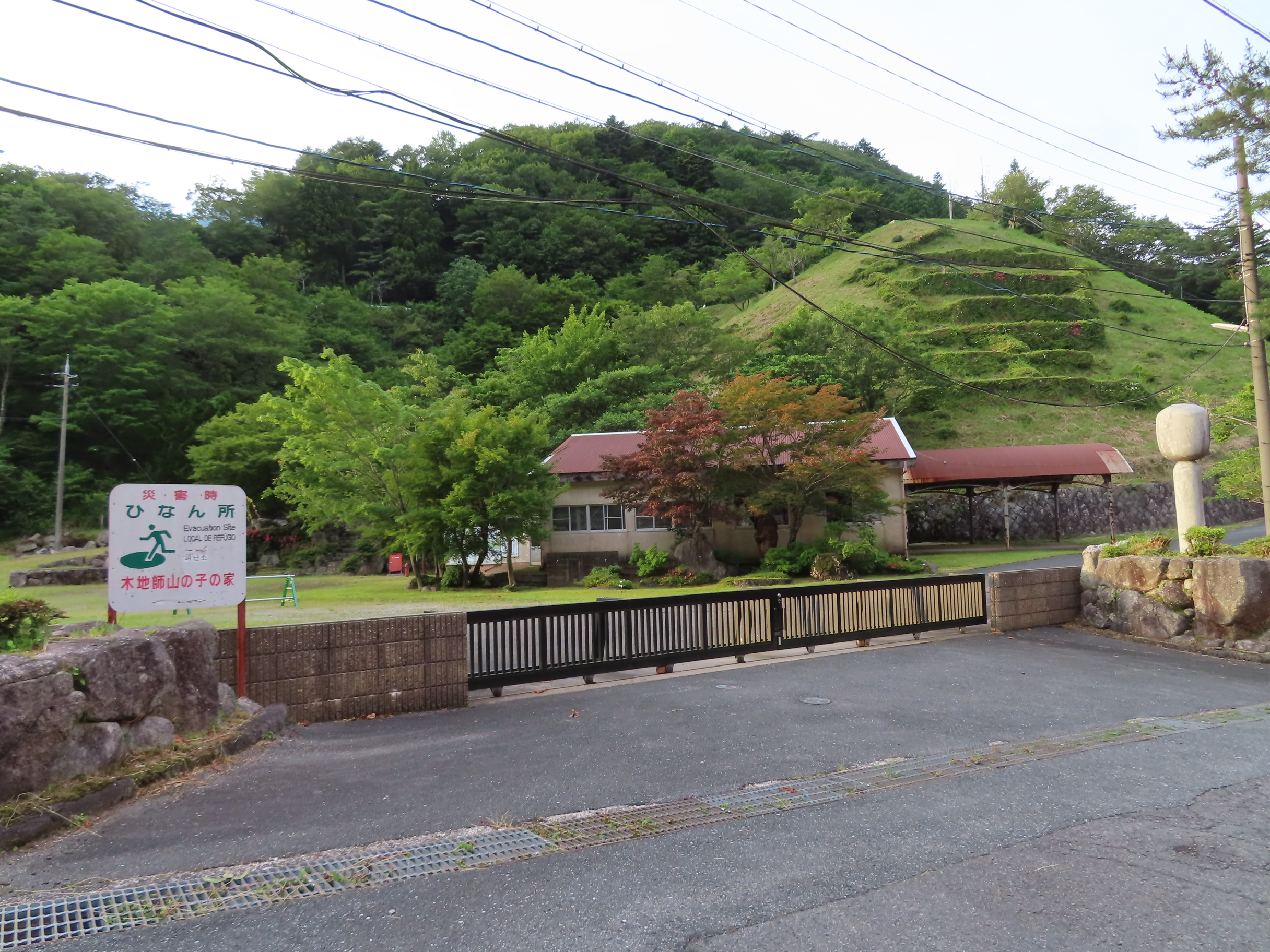
すめら学園は東近江市が管理する宿泊研修施設「木地師やまの子の家」に転用されている。

すめら学園（すめらがくえん）は、1977年に原田観峰が設立した習字講師養成施設。現在の滋賀県東近江市の山中に設置され、約8000人の受講者を輩出した。約22年間運営された後、施設跡地は東近江市に寄贈されて木地師やまの子の家に転用されている。

## 沿革
日本習字教育財団を運営する原田観峰は、日本習字の受講者が増加するにつれて研修会を行うようになり、やがて日本習字専用の施設を確保したいと考えるようになった。原田は候補地を探し回り、候補地の一つであった滋賀県神崎郡永源寺町蛭谷（現：東近江市蛭谷町）を気に入り、1977年にすめら学園を設立した。名称は皇大明神にちなむ。
約22年間運営された。閉業は滋賀報知新聞によると1998年、サンライズ出版によると2000年であった。その後は東近江市に寄贈され、「木地師やまの子の家」という名で市営の研修施設として転用されている。

## 設備と研修
観峰は自然豊かな土地を気に入り、山の中にすめら学園を設置した。鉄筋3階建ての管理棟・宿泊棟・研修棟の計3棟が建設された。敷地面積は48万2000平方メートルで、当時としては日本最大規模の研修施設であった。宿泊棟の収容人数は約100人に上り、これも当時最大規模であった。しかし山の中という環境のため、当初は水道が通っていなかった。当時の滋賀県議会議員であった北川弥助が協力して水道が引かれることになった。
すめら学園では春と秋にそれぞれ2,3か月の養成講座が開講された。受講者は主に指導者を志す若年層の女性に占められ、技術習得のため日本全国から多くの受講者が来訪した。受講者数は閉校までに約8000人に上った。